# Javier Dávila
Javier Dávila Molina, conocido como el Flaco Dávila (Guayaquil, 1965-Guayaquil, 28 de abril de 2024), fue un periodista, comentarista y narrador deportivo ecuatoriano.

## Carrera
Fue un locutor deportivo en la Radio Huancavilca, Súper K-800 y La Radio Redonda, y en la televisión para Cabledeportes.

## Fallecimiento
A finales de 2022, fue diagnosticado con cáncer de estómago, por lo que fue trasladado a la Clínica Guayaquil, donde le retiraron el estómago y el bazo, ya que habían hecho metástasis. Se sometió a cirugías hasta que, el 28 de abril de 2024, falleció por dicha enfermedad a la edad de 59 años. Antes de su fallecimiento, seguía narrando los partidos de la LigaPro, en especial los encuentros entre los equipos guayaquileños de Barcelona y Emelec.